# Pogroszew-Kolonia
 (mars 2025).
Si vous disposez d'ouvrages ou d'articles de référence ou si vous connaissez des sites web de qualité traitant du thème abordé ici, merci de compléter l'article en donnant les références utiles à sa vérifiabilité et en les liant à la section « Notes et références ».
Pogroszew-Kolonia [pɔˈɡrɔʂɛf kɔˈlɔɲa] est un village polonais, situé dans la gmina d'Ożarów Mazowiecki de la Powiat de Varsovie-ouest dans la voïvodie de Mazovie dans le centre-est de la Pologne.
Il se situe à environ 6 kilomètres à l'ouest d'Ożarów Mazowiecki (chef-lieu) et à 19 kilomètres à l'ouest de Varsovie.
Le village a une population de 131 habitants en 2009.